# チリ陸軍
チリ陸軍（チリりくぐん、西：Ejército de Chile）は、チリ共和国の陸軍。チリ海軍、チリ空軍と共にチリ国軍を構成する。
ナポレオン大陸軍（フランス陸軍）およびプロイセン陸軍の伝統を引き継ぐ、南米諸国で最も現代化・専門化が進められた陸軍である。チリ陸軍の装備品の多くはドイツ、オランダ、スイス、アメリカ合衆国、イスラエル、フランス及びスペインから供給されている。

## 歴史

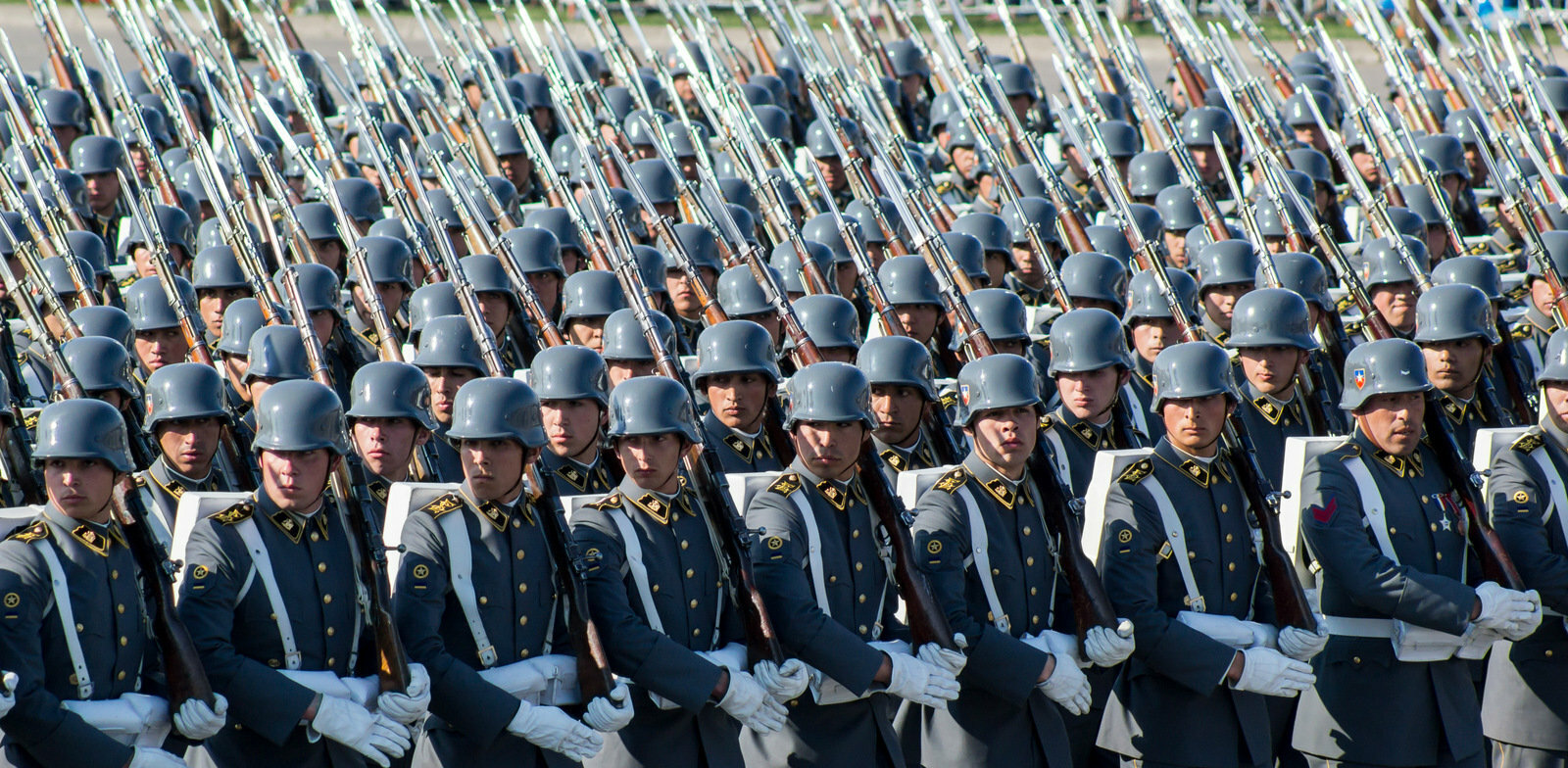
チリ陸軍下士官学校（2014年9月19日）

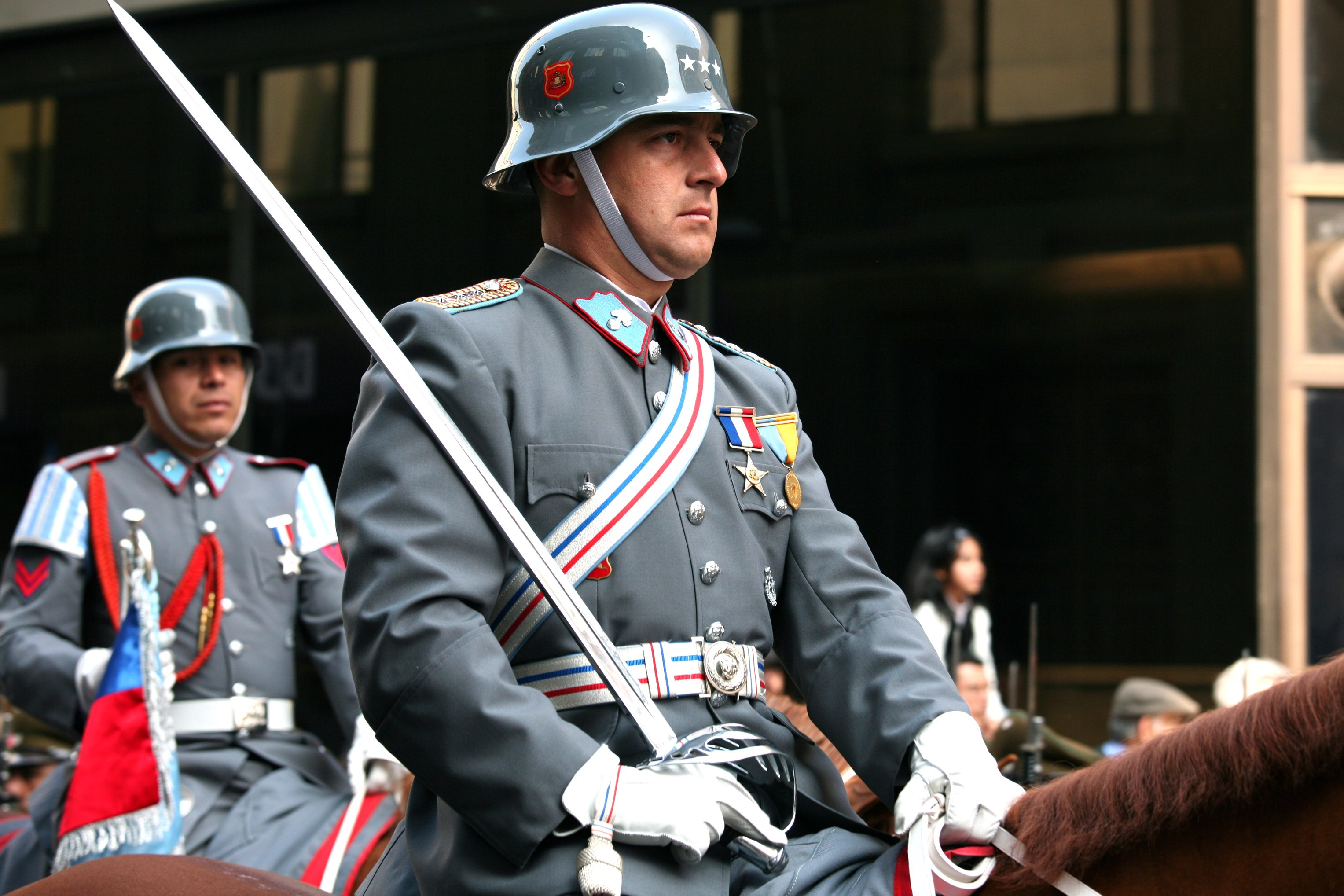
チリ陸軍の将校

1810年12月2日にホセ・ミゲル・カレーラが指導したサンティアゴ・デ・チレの自治政府国民会議のもと陸軍が創設された。陸軍は初代司令官カレーラやホセ・デ・サン・マルティン、ベルナルド・オイギンスらに率いられてスペイン王党派に対して独立戦争を戦った。独立を勝ち取りチリ共和国が成立した後に、オイギンスは軍を再編成するため1817年に陸軍士官学校を設立した。チリ解放後、チリ陸軍はアンデス軍を辞して司令官となったサン・マルティン将軍に率いられ、王党派の支配していたペルーの首都リマを解放した。その後、周辺諸国の革命、1836年から行われたペルー・ボリビア連合との連合戦争、アラウカニア制圧作戦や太平洋戦争のほか、1891年のチリ内戦に関わった。
19世紀末からはドイツ軍の指導を受け、その時に築かれた伝統を長く保ち続けたことから「世界最後のプロイセン軍」とも呼ばれた。1973年には陸軍総司令官アウグスト・ピノチェトによるチリ・クーデターを支えて軍事政権時代を経て現在にいたる。
2018年10月18日、サンティアゴで発生したチリ暴動に伴い陸軍が出動。市内に数千人の兵士と戦車が配備されて治安維持にあたった。市街地に陸軍が展開する事態は、1990年にアウグスト・ピノチェト独裁政権が崩壊して以来の出来事となった。

## 組織
首都サンティアゴに陸軍本部が置かれ、6個師団をそれぞれ軍管区として割り振り、区域内の防衛警備を担当する。他にランカグアに航空旅団、コリナに特殊作戦旅団、後方支援師団がある。2017年時点で現役兵約46,350人が所属。

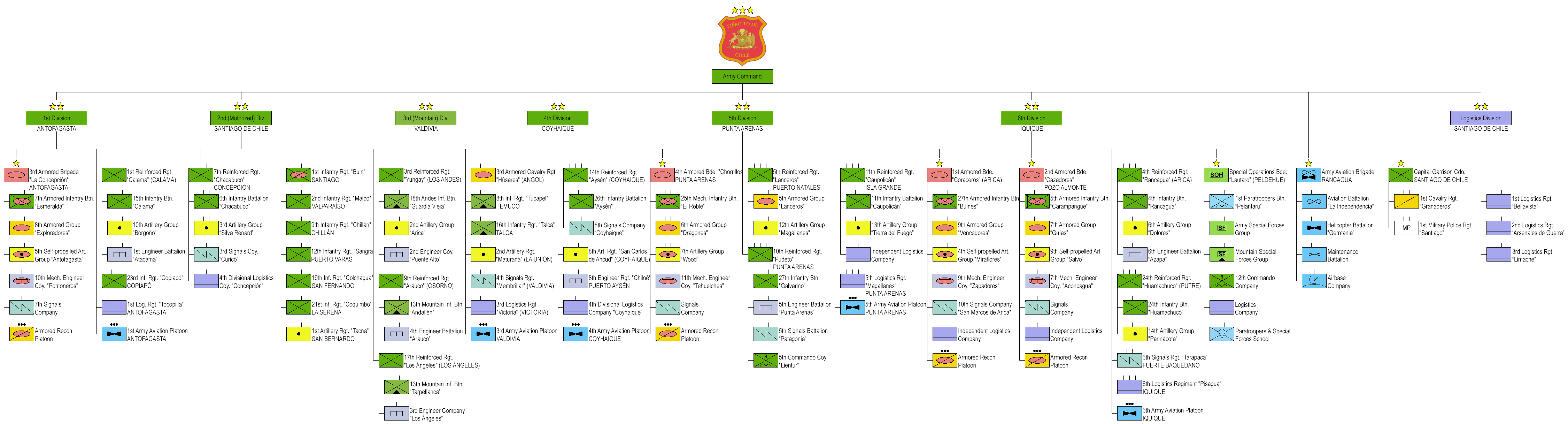
チリ陸軍の編成

- 陸軍総司令部（Comandancia en Jefe del Ejército）の下、以下の職位・組織がある。
  - 陸軍官房（Secretaría General del Ejército）
  - 陸軍会計監査部（Contraloría General del Ejército）
  - 陸軍監査部（Auditoría General del Ejército）
  - 軍事調査研究センター（Centro de Estudios e Investigaciones Militares）

- 陸軍参謀本部（Estado Mayor General del Ejército）
  - 人事局（Dirección de Personal）
  - 情報局（Dirección de Inteligencia）
    - 軍事保安グループ（Agrupación de Seguridad Militar）

  - 作戦局（Dirección de Operaciones）
  - 兵站局（Dirección de Logística）
  - 開発管理局（Dirección de Gestión y Desarrollo）
  - 技術開発局（Dirección de Desarrollo Tecnológico）
  - 会計局（Dirección de Finanzas）
  - 駐ワシントン・チリ武官（Misión Militar de Chile en Washington）　在ワシントンD.C.

### 地上作戦軍
- 地上作戦軍（Comando de Operaciones Terrestres）　司令部：コンセプシオン
  - 第1師団（司令部：アントファガスタ）：アントファガスタ州及びアタカマ州を担当
  - 第2師団（司令部：サンティアゴ）：コキンボ州、バルパライソ州、オイギンス州、マウレ州及び首都州を担当
  - 第3師団（司令部：バルディビア）：ビオビオ州、ラ・アラウカニア州、ロス・リオス州及びロス・ラゴス州を担当
  - 第4師団（司令部：コイアイケ）：アイセン州を担当
  - 第5師団（司令部：プンタ・アレーナス）：マガジャネス州を担当
  - 第6師団（司令部イキケ）：タラパカ州及びアリカ・イ・パリナコータ州を担当
  - 特殊作戦旅団（司令部：ランカグア）
  - 航空旅団（司令部：ペルデウエ）

### 教義研究集団
- 教義研究集団（Comando de Institutos y Doctrina）　司令部：サンティアゴ
  - 教義部（División Doctrina）
  - 教育部（División de Educación）
  - 学校部（División Escuelas）
    - 陸軍大学校（Academia de Guerra del Ejército de Chile）
    - Academia Politécnica Militar
    - 陸軍士官学校（Escuela Militar）
    - 陸軍下士官学校（Escuela de Suboficiales del Ejército）
    - 陸軍歩兵学校（Escuela de Infantería）
    - 陸軍装甲騎兵学校（Escuela de Caballería Blindada）　在ポソ・アルモンテ（Pozo Almonte）
    - 陸軍砲兵学校（Escuela de Artillería）　在リナレス（Linares）
    - 陸軍工兵学校（Escuela de Ingenieros）
    - 陸軍通信学校（Escuela de Telecomunicaciones）
    - 陸軍山岳戦学校（Escuela de Montaña）　在アンデス山脈内
    - 陸軍体育・業務学校（Escuela de los Servicios y Educación Física）
    - 陸軍語学学校（Escuela de Idiomas）
    - 陸軍情報学校（Escuela de Inteligencia）

### 部隊支援集団
- 部隊支援集団（Comando de Apoyo a la Fuerza）　司令部：サンティアゴ
  - 後方支援師団　司令部：サンティアゴ
  - 工兵司令部（Comando de Ingenieros）
    - 工兵本部（Jefatura de Ingenieros）
    - 軍部隊業務本部（Jefatura del Cuerpo Militar de Trabajo）

  - 電気通信司令部（Comando de Telecomunicaciones）
    - 通信本部（Jefatura de Comunicaciones）
    - 電子戦本部（Jefatura de Guerra Electrónica）
    - 情報処理本部（Jefatura de Informática）

  - 基礎設備司令部（Comando de Infraestructura）
    - 所有権本部（Jefatura de Propiedades）
    - 建設本部（Jefatura de Construcciones）

  - 軍事産業監督司令部（Comando de Industria Militar e Ingeniería）
    - 兵器廠（Fábrica de Armas）
    - 軍事地理機関（Instituto Geográfico Militar）
    - 測地調査統制機関（Instituto Geogrde Investigación y Control）

### その他の部隊・機関
- 陸軍駐屯司令部（Comando de la Guarnición de Ejército）　司令部：サンティアゴ
  - 第1機甲騎兵連隊（Regimiento de Caballería Blindada N° 1）　在キリジョタ（Quillota）
  - サンティアゴ第1憲兵連隊（Regimiento de Policía Militar N° 1 Santiago）
- 管理支援司令部（Comando de Apoyo Administrativo）
  - 補助本部（Jefatura Asistencial）
  - 保養本部（Jefatura Recreacional）
  - 住宅用途貯蓄本部（Jefatura de Ahorro para la Vivienda）
  - 住居本部（Jefatura Habitacional）
- 陸軍衛生司令部（Comando de Salud del Ejército）
  - サンティアゴ陸軍病院（Hospital Militar de Santiago）
  - 北部陸軍病院（Hospital Militar del Norte）　在アントファガスタ
  - 第1第2レベル保健施設本部（Jefatura de Instalaciones de Salud de 1° y 2° Nivel）
  - 健康基金管理執行本部（Jefatura Ejecutiva de Administración de los Fondos de Salud）
  - 陸軍歯科センター（Central Odontológica del Ejército）
  - 児童リハビリテーションセンター（Centro de Rehabilitación Infantil）

## 装備
レオパルト戦車など、ドイツ製兵器を多数採用している。

### 車両

#### 戦車

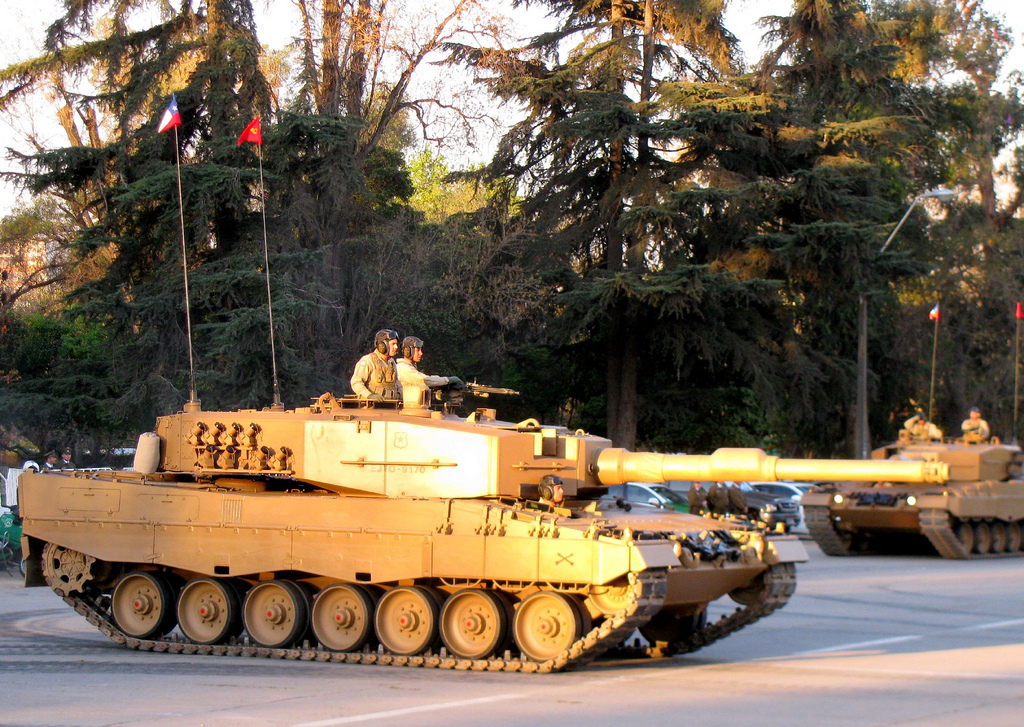
レオパルト2戦車

- レオパルト2A4 × 140輌
- レオパルト1 × 202輌
- AMX-13 × 20輌

#### 装輪車
- ピラーニャ × 300台 （TCM-20対空機関砲を搭載して対空自走砲に改造された車両もあり[7]）
- EE-9カスカベル × 157台
- EE-11ウルツ × 290台
- ハンヴィー
- ウニモグ

#### 装軌車
- マルダー歩兵戦闘車 × 200輌
- AIFV-B × 169輌
- YPR-765 × 139輌
- M113装甲兵員輸送車 × 427輌
- ゲパルト自走対空砲 × 30輌
- M109 155mm自走榴弾砲 × 24輌

### 火器

#### 小火器
- Cz75
- FAMAE SAF
- FN P90

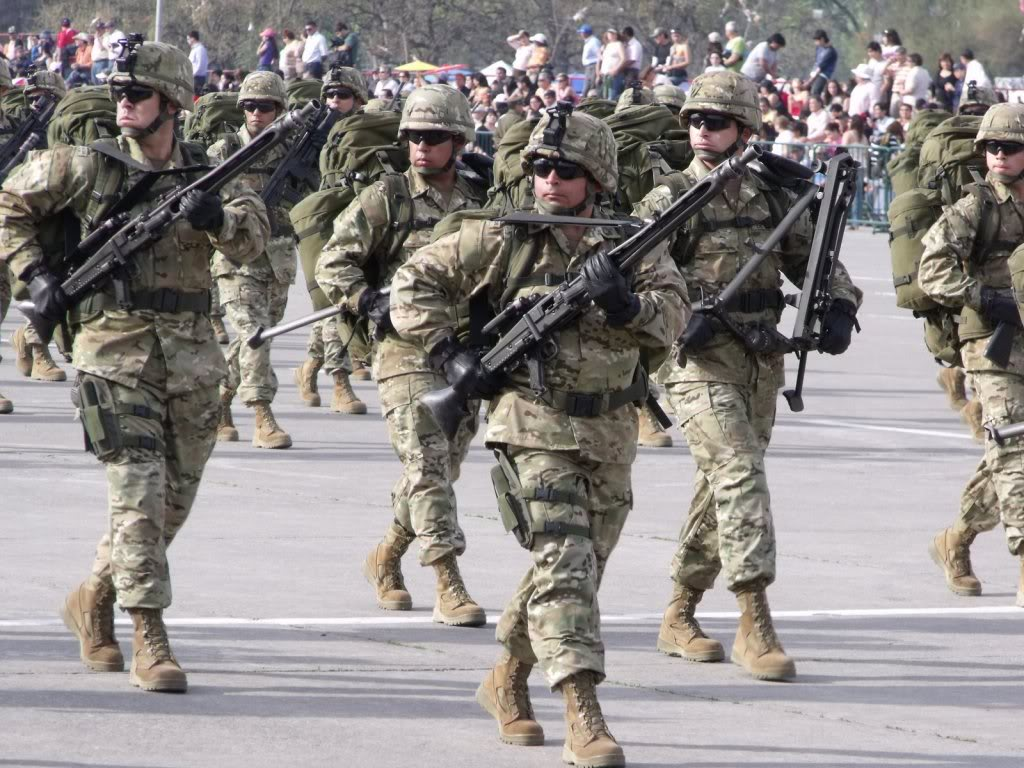
MG3を手にした陸軍兵士

- Meriva Standard Pump 散弾銃 - 暴動鎮圧用として、2020年に130挺を購入[8]。
- IMI ガリル ACE22 NC - 2014年に陸軍の制式小銃として選定された[9]。チリ国内で生産され、220,000挺を導入[10]。
- SIG SG540-1 - SIG SG510-4の後継となる陸軍の制式小銃として、チリ国内のFAMAEでライセンス生産された[11]。
- M4カービン
- ラインメタルMG3
- ミニミ軽機関銃
- ブローニングM2重機関銃
- バレットM82
- Kar98k（予備保管）
- H&K G3
- Mk19 自動擲弾銃
- ダネルMGL
- M203 グレネードランチャー

#### 火砲
- M101 105mm榴弾砲 × 66門
- オート・メラーラMod56 105mm榴弾砲 × 54門
- ソルタムM68 155mm榴弾砲 × 11門
- ソルタムM71 155mm榴弾砲 × 8門
- Mk　F3 155mm × 12門
- 81mm迫撃砲M29 × 300門
- M30 107mm迫撃砲 × 15門
- FAMAE × 25門
- AT4 (携行対戦車弾)
- M40 106mm無反動砲
- Armbrust
- M72 LAW
- M18 57mm無反動砲

### 誘導弾・ロケット
- ミラン (ミサイル)ATM
- ジャベリンSAM
- ミストラルSAM × 12基
- LAR 160mmロケット弾発射器
- ブローパイプPSAM × 50基

### 航空機

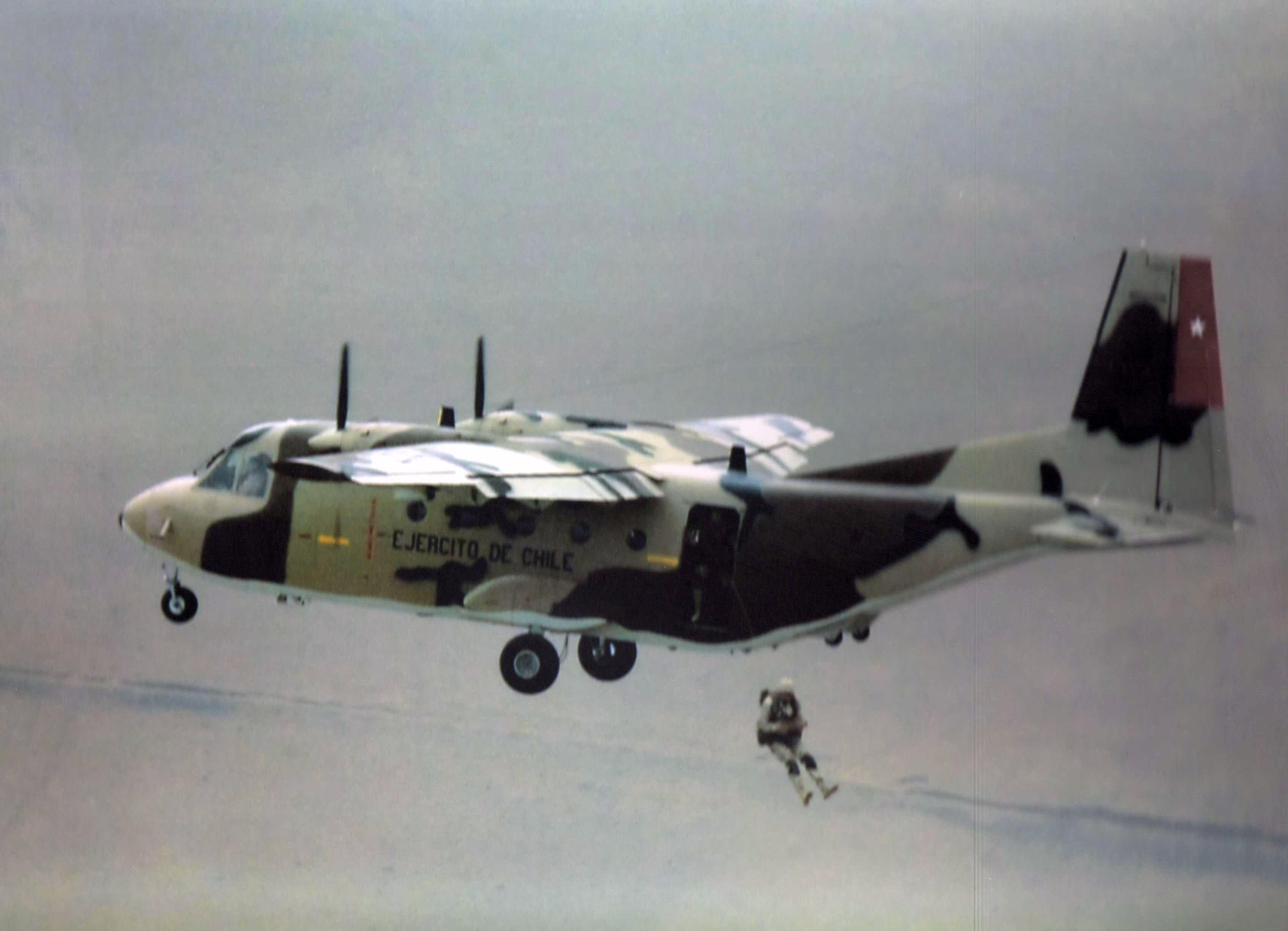
CASA12

- CASA C-212 × 6機
- CN-235 × 3機
- セスナ500 × 1機
- セスナ208 × 8機
- セスナR172K × 10機
- AS-332 × 2機
- ユーロコプター エキュレイユ × 4機
- SA-330 × 10機
- MD530F × 20機
- 280FX × 12機
- ビーチ100 × 1機
- ビーチ58 × 1機

## 階級
| 士官                 |                     |      |
| 陸軍大将（軍将軍）   | General de Ejército | OF-9 |
| 陸軍中将（師団将軍） | General de División | OF-8 |
| 陸軍少将（旅団将軍） | General de Brigada  | OF-7 |
| 陸軍代将             | Brigadier           | OF-6 |
| 陸軍大佐             | Coronel             | OF-5 |
| 陸軍中佐             | Teniente Coronel    | OF-4 |
| 陸軍少佐             | Mayor               | OF-3 |
| 陸軍大尉             | Capitán             | OF-2 |
| 陸軍中尉             | Teniente            | OF-1 |
| 陸軍少尉             | Subteniente         | OF-1 |
| 陸軍士官候補生       | Alferez             | OF-D |
| 後期士官学生         | Subalferez          | WO   |
| 前期士官学生         | Cadete              | WO   |
| 准士官および下士官   |                     |      |
| 陸軍准尉             | Suboficial Mayor    | OR-9 |
| 陸軍曹長             | Suboficial          | OR-8 |
| 陸軍軍曹             | Sargento 1°         | OR-6 |
| 陸軍伍長             | Sargento 2°         | OR-5 |
| 兵卒                 |                     |      |
| 陸軍兵長             | Cabo 1°             | OR-4 |
| 陸軍上等兵           | Cabo 2°             | OR-3 |
| 陸軍一等兵           | Cabo                | OR-2 |
| 陸軍二等兵           | Soldado             | OR-1 |

## 備考
最近まで、銅輸出金額の10％を国防省に納付する制度銅機密法(Ley13196)という世界的に珍しい法が存在しており、銅機密法によって軍の近代化を進められた。